# Mancha de basura del Atlántico Norte

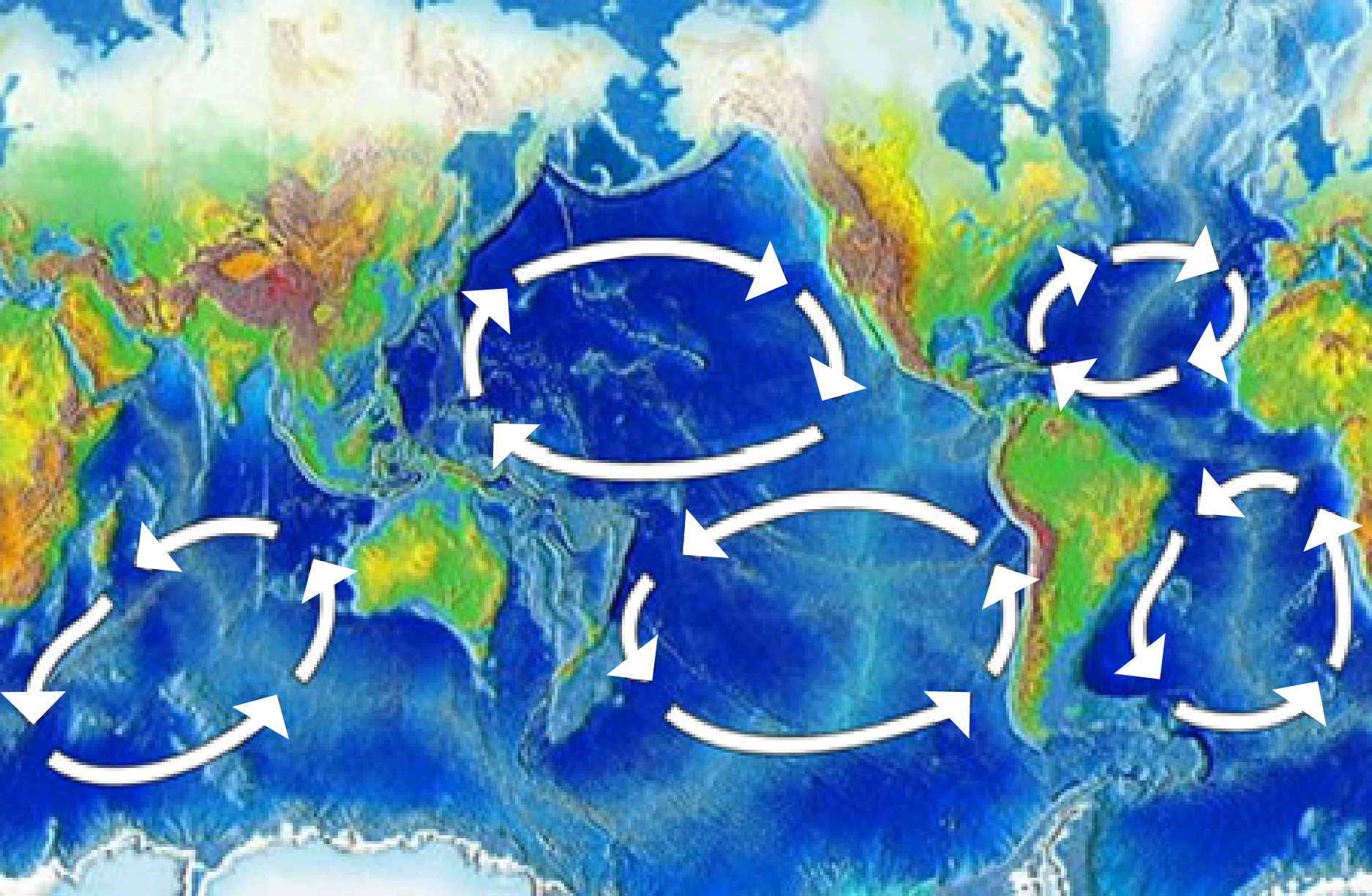
Los cinco mayores giros oceánicos.

La mancha de basura del Atlántico Norte (en inglés, North Atlantic Garbage Patch), o isla de plástico del océano Atlántico, es una zona de concentración de desechos marinos y plásticos formada por la corriente oceánica rotatoria llamada giro del Atlántico Norte que arrastra la basura hacia su centro. Con un tamaño muy similar a la gran mancha de basura del Pacífico, se encuentra flotando a cientos de millas de la costa de América del Norte y, pese a que se desconoce su extensión de este a oeste, se estima que cubre una superficie de 22 a 38 grados de latitud norte.
Es la segunda isla de basura más grande detrás de la del Pacífico Norte, y por delante de la isla del Océano Pacífico Sur, que es la tercera más grande. Detrás se sitúan la del Océano Atlántico Sur, situada entre América del Sur y el Sur de África, y la del Océano Índico, de las que se tiene poca información.

## Investigación
Para estudiar el tamaño de la acumulación de desechos en la zona, el Instituto 5 Giros dirige una expedición de investigación sobre la mancha de basura del Atlántico Norte en enero del 2010, recogiendo 35 muestras en cerca de 3000 millas, entre Saint Thomas, Bermudas y las Azores. Además, la Sea Education Society (SEA) ha estado haciendo amplias investigaciones de este nuevo descubrimiento de la mancha de basura del Atlántico. Cerca de 7000 estudiantes de la SEA han estado arrastrando redes de fino entramado por el Atlántico y han recogido pedazos de plástico en más de 6100 puntos, desde 1986 hasta 2008. Los resultados de estas dos investigaciones fueron concluyentes: en el giro del Atlántico Norte se encuentra contaminación marina con material plástico en cantidad y tipo similares al encontrado en el gran mancha de basura del Pacífico.